# Moma-Klasse
Die Schiffe der Moma-Klasse (Projekt 861) sind die größten Vermessungsschiffe der sowjetischen/russischen Marine und wurden zwischen 1967 und 1974 auf der polnischen Nord-Werft (Stocznia Północna SA) in Danzig gebaut. Alle Vermessungsschiffe haben einen 7-t-Kran und werden auch als Tonnenleger eingesetzt.
Die offizielle Bezeichnung lautet Gidrogafitscheskoje Sudno (GS) (deutsch Hydrographisches Vermessungsschiff).

## Einheiten
Die Schiffe der Moma-Klasse wurden exportiert oder für andere Aufgaben modifiziert. Ein Umbau zum Aufklärungsschiff ist das Projekt 861M, das als Probably Maly Raswedjatelnije Korabl (MRK) (deutsch Kleines Aufklärungsschiff) klassifiziert ist.
Die folgende Liste führt die bekannten Schiffe auf, sie ist jedoch nicht vollständig:
| Projekt | Name                             | Kennung            | Baujahr | Marine                                   | Verbleib                   |
| ------- | -------------------------------- | ------------------ | ------- | ---------------------------------------- | -------------------------- |
| 861     | Admiral Branimir Ormanow         | 401                | 1977    | Bulgarische Marine                       |                            |
| 861     | Alschewsk                        | U 602              | 1969    | Sowjetische / Ukrainische Marine         |                            |
| 861     | Andrija Mohorovičić              | 72 (ex PH 33)      | 1972    | Jugoslawische Marine / Kroatische Marine |                            |
| 861     | Andromeda                        | –                  |         | Sowjetische / Russische Marine           |                            |
| 861     | Antares                          | –                  |         | Sowjetische / Russische Marine           |                            |
| 861     | Antarktika                       | –                  |         | Sowjetische / Russische Marine           |                            |
| 861     | Askold                           | –                  |         | Sowjetische / Russische Marine           |                            |
| 861     | Captain 1st Rank Kiril Khalachew | 201                | 1983 *  | Bulgarische Marine                       |                            |
| 861     | Cheleken                         | –                  |         | Sowjetische / Russische Marine           |                            |
| 861M    | Ekwator                          | SSW-418            |         | Sowjetische / Russische Marine           |                            |
| 861M    | Kildin                           | SSW-512            |         | Sowjetische / Russische Marine           |                            |
| 861K    | Kopernik                         | 261                | 1971    | Polnische Marine                         |                            |
| 861     | Kril'on                          | –                  |         | Sowjetische / Russische Marine           |                            |
| 861M    | Liman                            | SSW-824            | 1970    | Sowjetische / Russische Marine           | am 27. April 2017 gesunken |
| 861     | Mars                             | –                  |         | Sowjetische / Russische Marine           |                            |
| 861M    | Seliger                          | SSW-514            |         | Sowjetische / Russische Marine           |                            |
| 861M    | Simferopol (ex Jupiter)          | U 511 (ex SSW-416) |         | Sowjetische / Ukrainische Marine         |                            |
| 861M    |                                  | SSW-506            |         | Sowjetische / Russische Marine           |                            |

* Nachbau in Bulgarien

## Weitere Projekte
Aus dem Grundentwurf der Moma-Klasse sind weitere Projekte entwickelt und ebenfalls auf der Nord-Werft gebaut worden:
- Fünf Schulschiffe der Wodnik-Klasse (Projekt 888)
- Drei Bergungsschiffe der Piast-Klasse (Projekt 570)
- Zwei Aufklärungsschiffe der Nawigator-Klasse (Projekt 863)

## Galerie

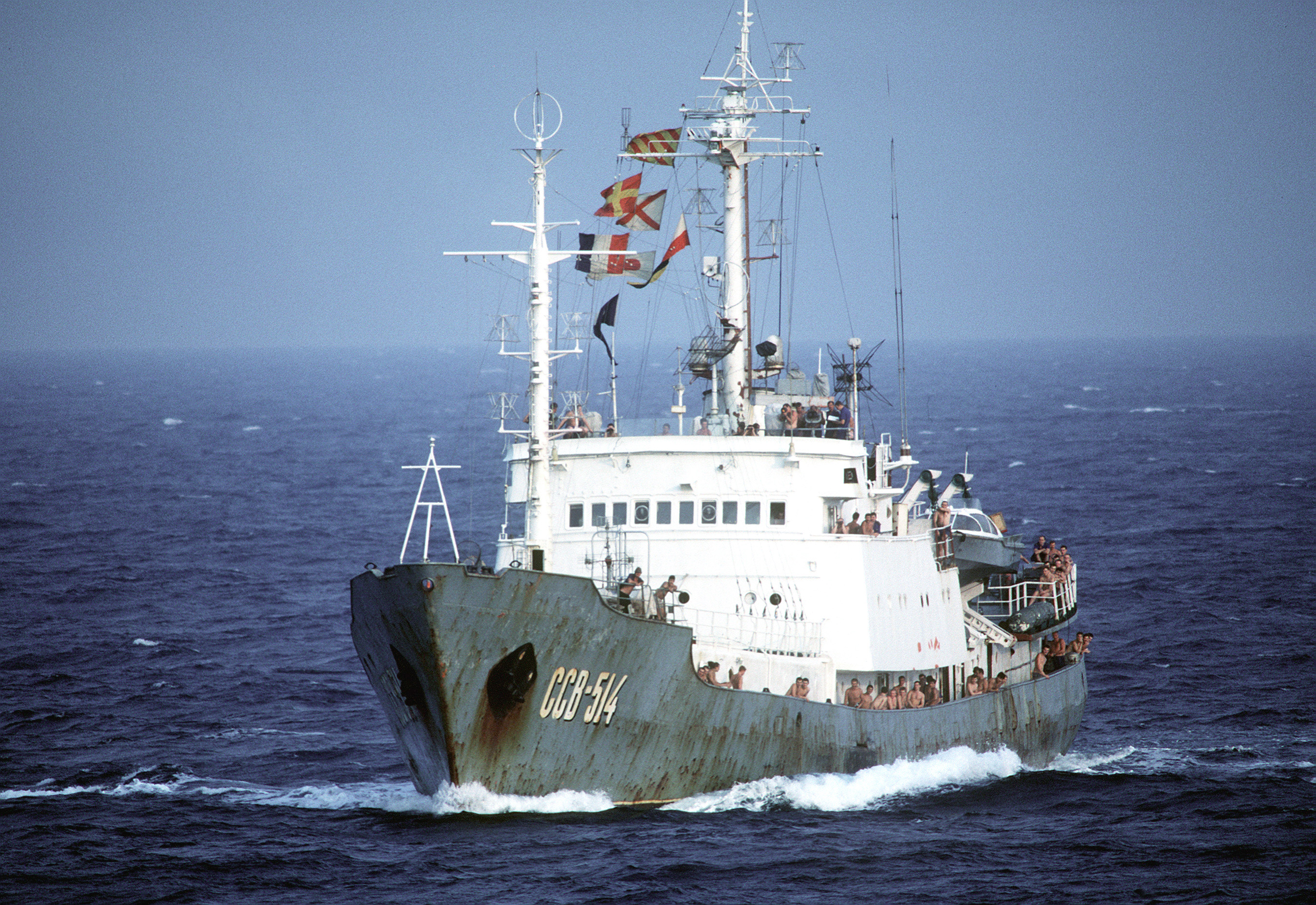
SSW-514 Seliger (Projekt 861M)
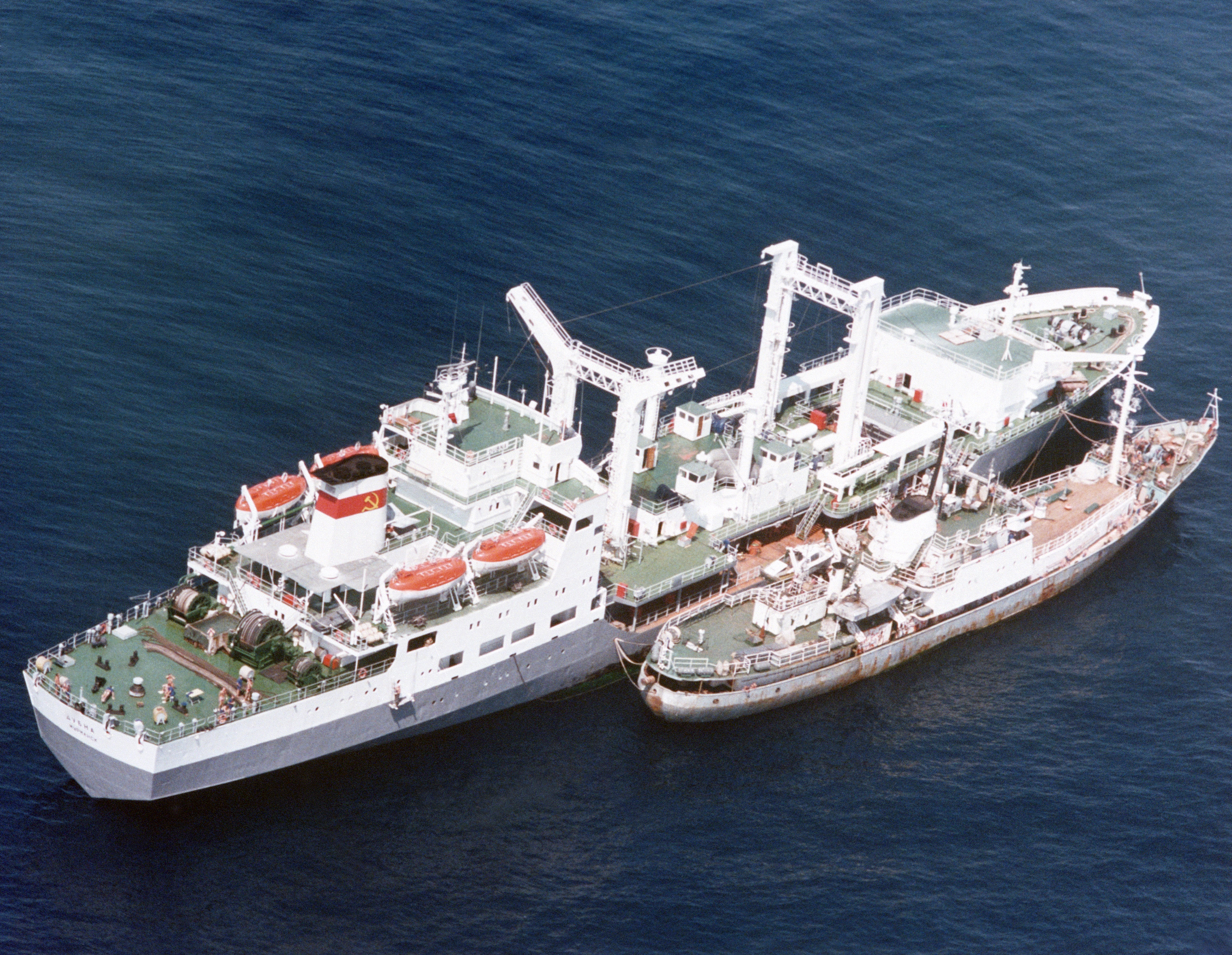
SSW-514 Seliger längsseits des Tankers Dubna
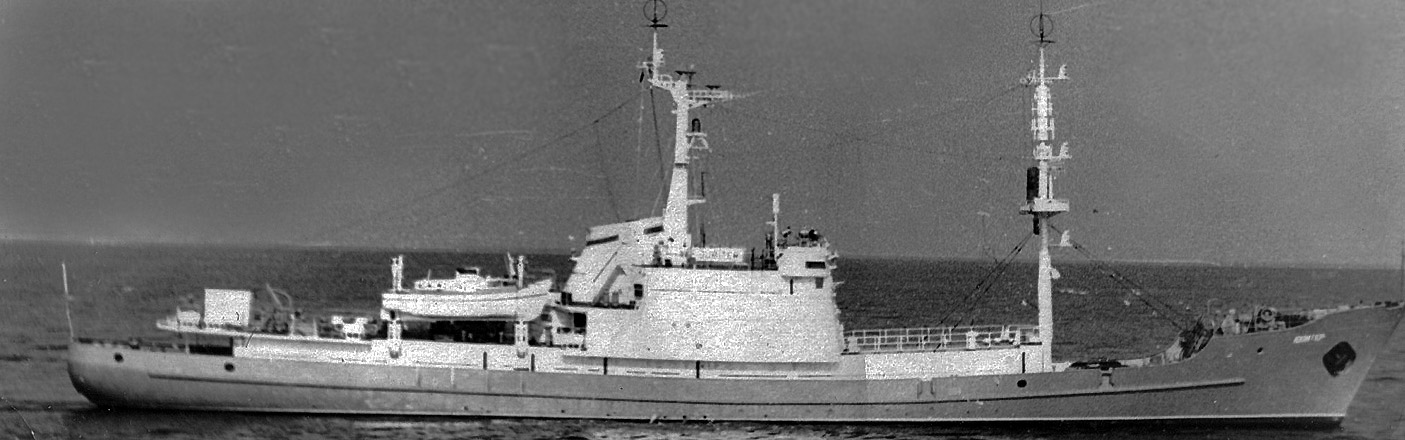
SSW-416 Jupiter (Projekt 861M)
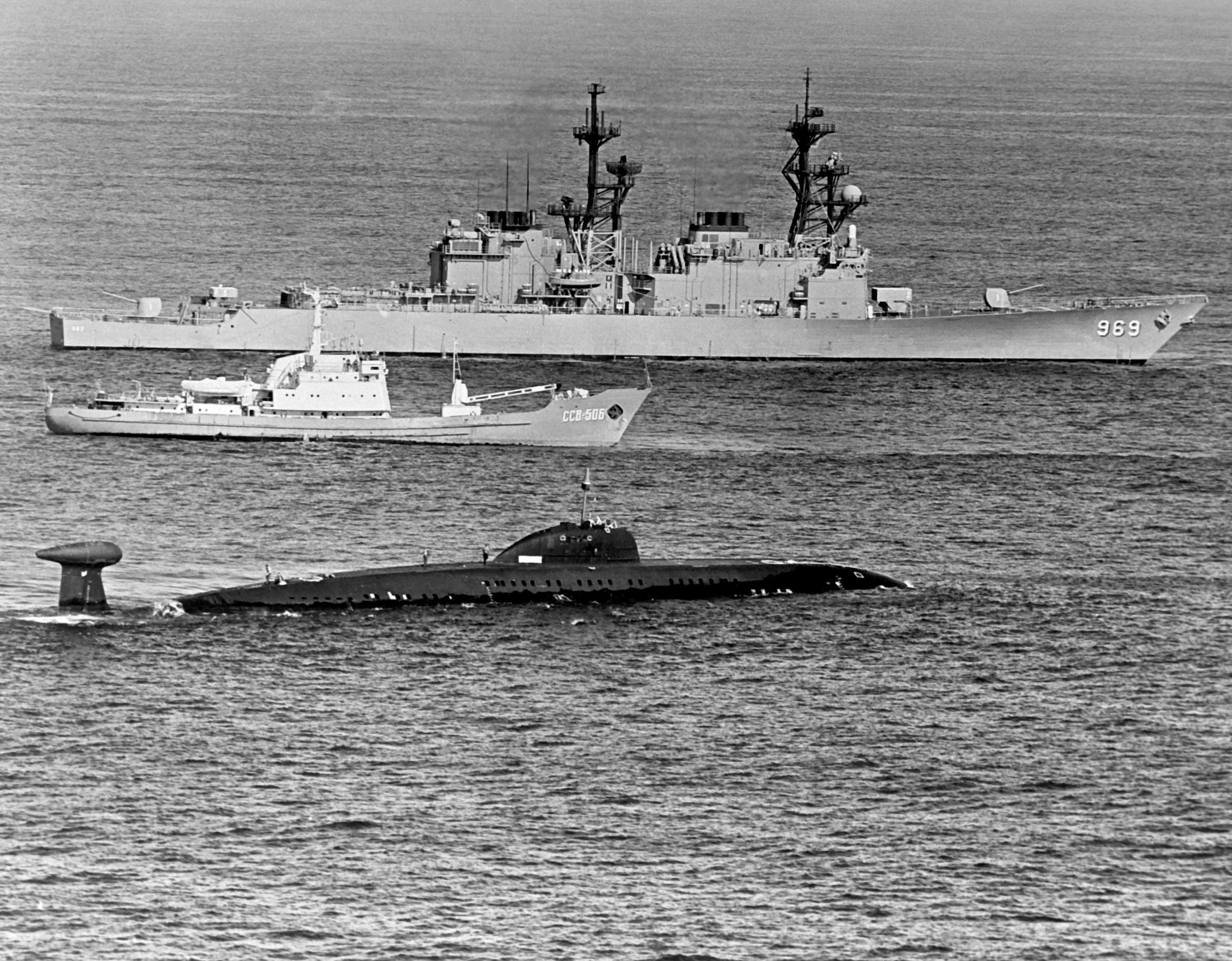
U-Boot der Victor-Klasse, ein Schiff der Moma-Klasse und der Zerstörer USS Peterson
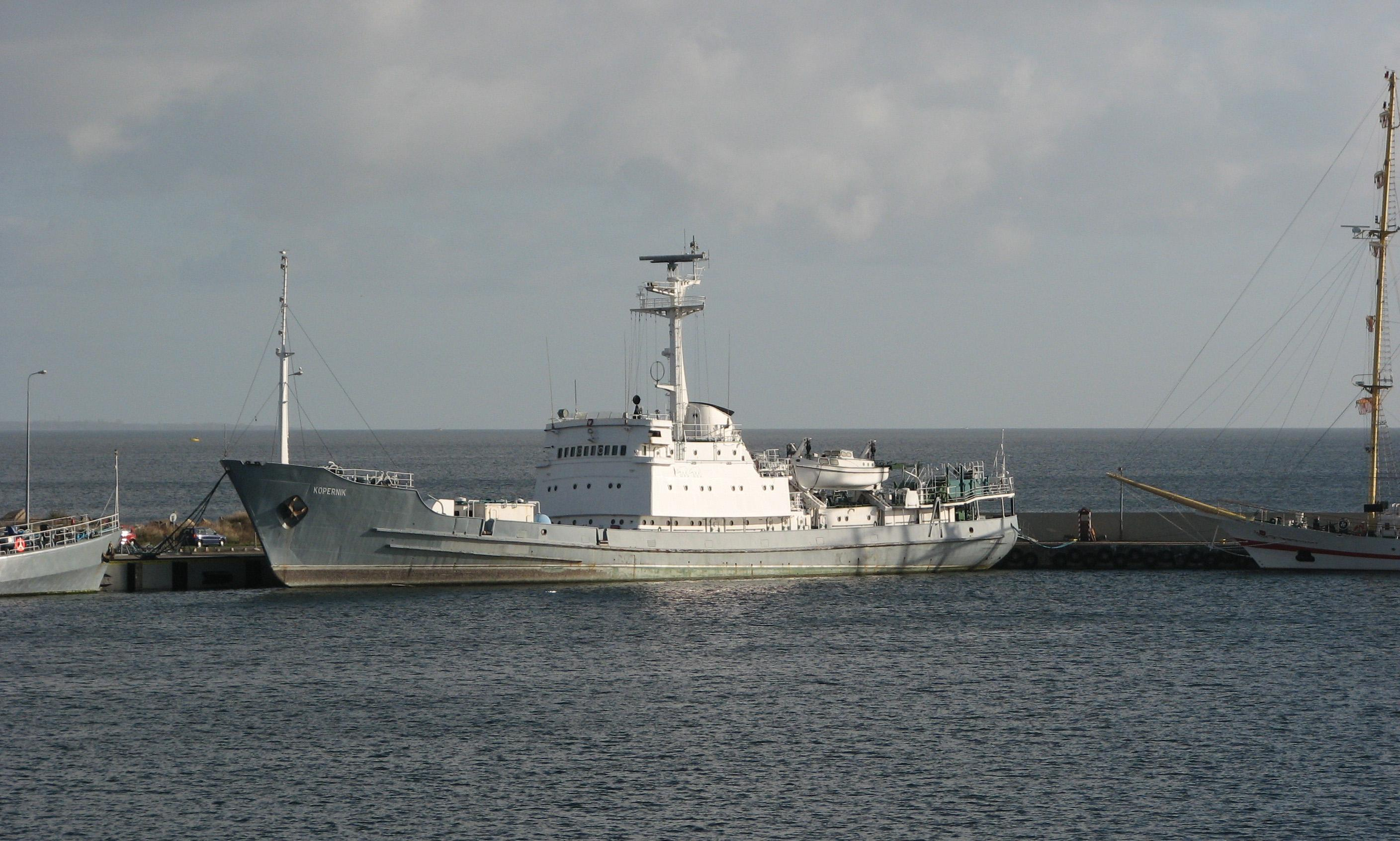
ORP Kopernik